# Han-Taiwaner
Han-Taiwaner (chinesisch 臺灣漢人, Pinyin Táiwān Hànrén, auch 台灣漢人, W.-G. Tai2-wan1 Han4-jên2, POJ (Tâi-lô) Tâi-uân Hàn-jîn, englisch Han Taiwanese oder Taiwanese Hans) sind Taiwaner des Han-Volkes und machen den größten Teil der taiwanischen Bevölkerung aus. Die meisten von ihnen sind Nachkommen der Han-Immigranten vom 17. bis 19. Jahrhundert, als Taiwan zunächst unter der Herrschaft der Niederlande und schließlich der chinesischen Qing-Dynastie war. Eine weitere Einwanderungswelle erfolgte zwischen 1945 und 1949 nach dem Ende der japanischen Herrschaft. Die Hauptsprachen von Han-Taiwanern sind neben dem Hokkien (ein Dialekt des Min-Nan-Chinesischen) auch Mandarin und Hakka.
Die zweitgrößte, aber bei weitem kleinere Volksgruppe Taiwans sind die indigenen austronesischen Völker.

## Religionen

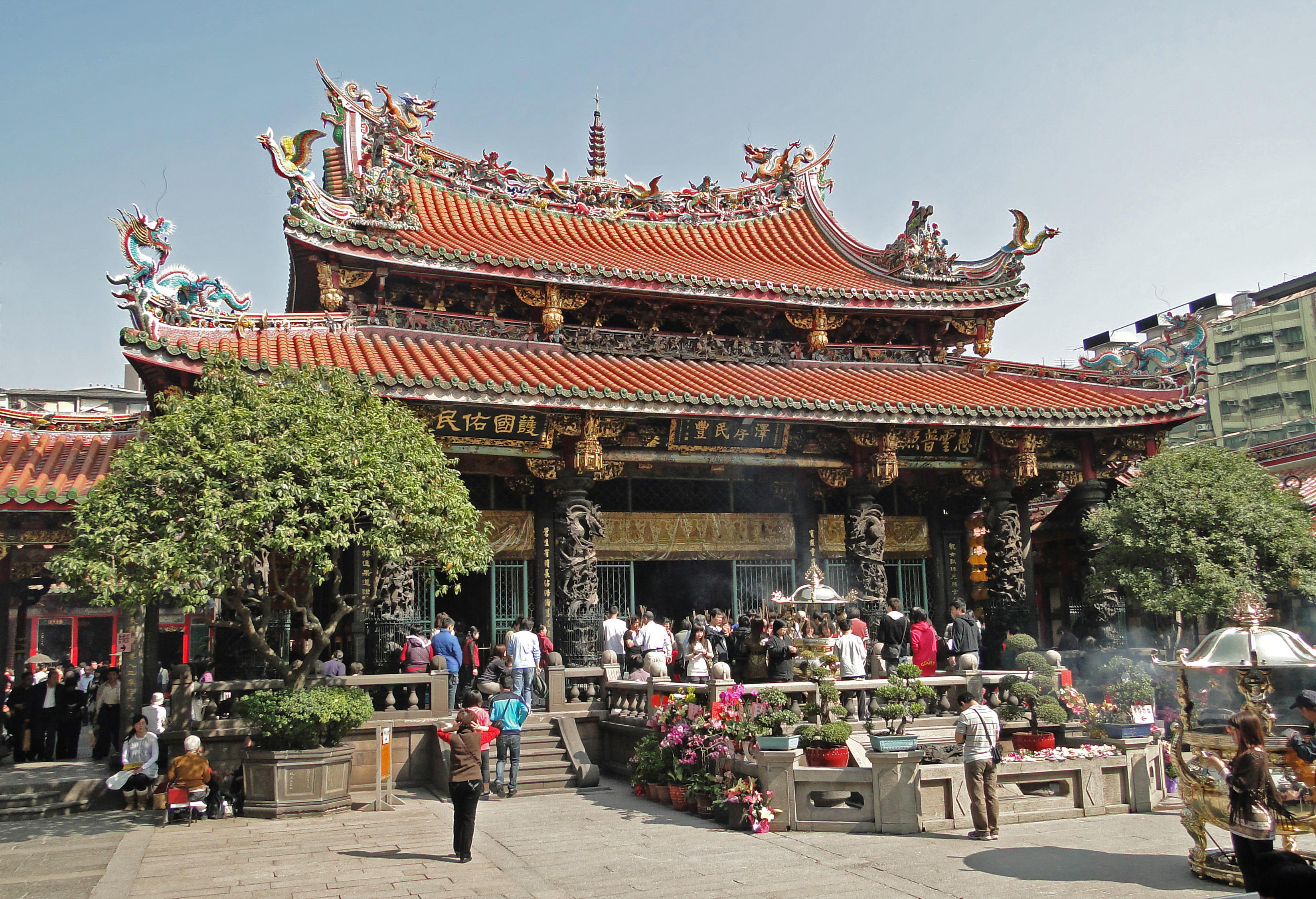
Longhan-Tempel, ein taoistisch-buddhistischer Tempel in Taipeh.

Zu den traditionellen Religionen der Han-Taiwaner gehören der Buddhismus, der Daoismus und unterschiedliche Volksreligionen. Daoismus und Buddhismus wurden ursprünglich getrennt ausgeübt. Während der japanischen Herrschaft (1895–1945) waren die Daoisten Repressalien ausgesetzt und begannen heimlich, ihre Gottheiten in buddhistischen Tempeln zu verehren. Mit 11.796 Tempeln hatte Taiwan im Jahr 2010 die höchste Dichte von Tempeln auf der Welt.

## Familiennamen
| Han-Schrift | Wade-Giles | Bevölkerung | Anteil  |
| ----------- | ---------- | ----------- | ------- |
| 陳          | Chen       | 2.605.191   | 11,14 % |
| 林          | Lin        | 1.942.787   | 8,31 %  |
| 黃          | Huang      | 1.413.270   | 6,04 %  |
| 張          | Chang      | 1.234.180   | 5,28 %  |
| 李          | Li         | 1.200.862   | 5,13 %  |
| 王          | Wang       | 961.744     | 4,11 %  |
| 吳          | Wu         | 944.949     | 4,04 %  |
| 劉          | Liu        | 738.976     | 3,16 %  |
| 蔡          | Tsai       | 681.012     | 2,91 %  |
| 楊          | Yang       | 621.832     | 2,66 %  |

## Berühmte Han-Taiwaner
- Lai He (Schriftsteller)
- Ang Lee (Regisseur)
- Yuan T. Lee (Chemiker)
- Lee Teng-hui (Politiker)
- Lin Hwai-min (Choreograph)
- Tsai Ing-wen (Präsidentin)